# Industriepark Walsrode
Koordinaten: 52° 54′ 21,1″ N, 9° 39′ 30,7″ O

Logo des Industrieparks Walsrode

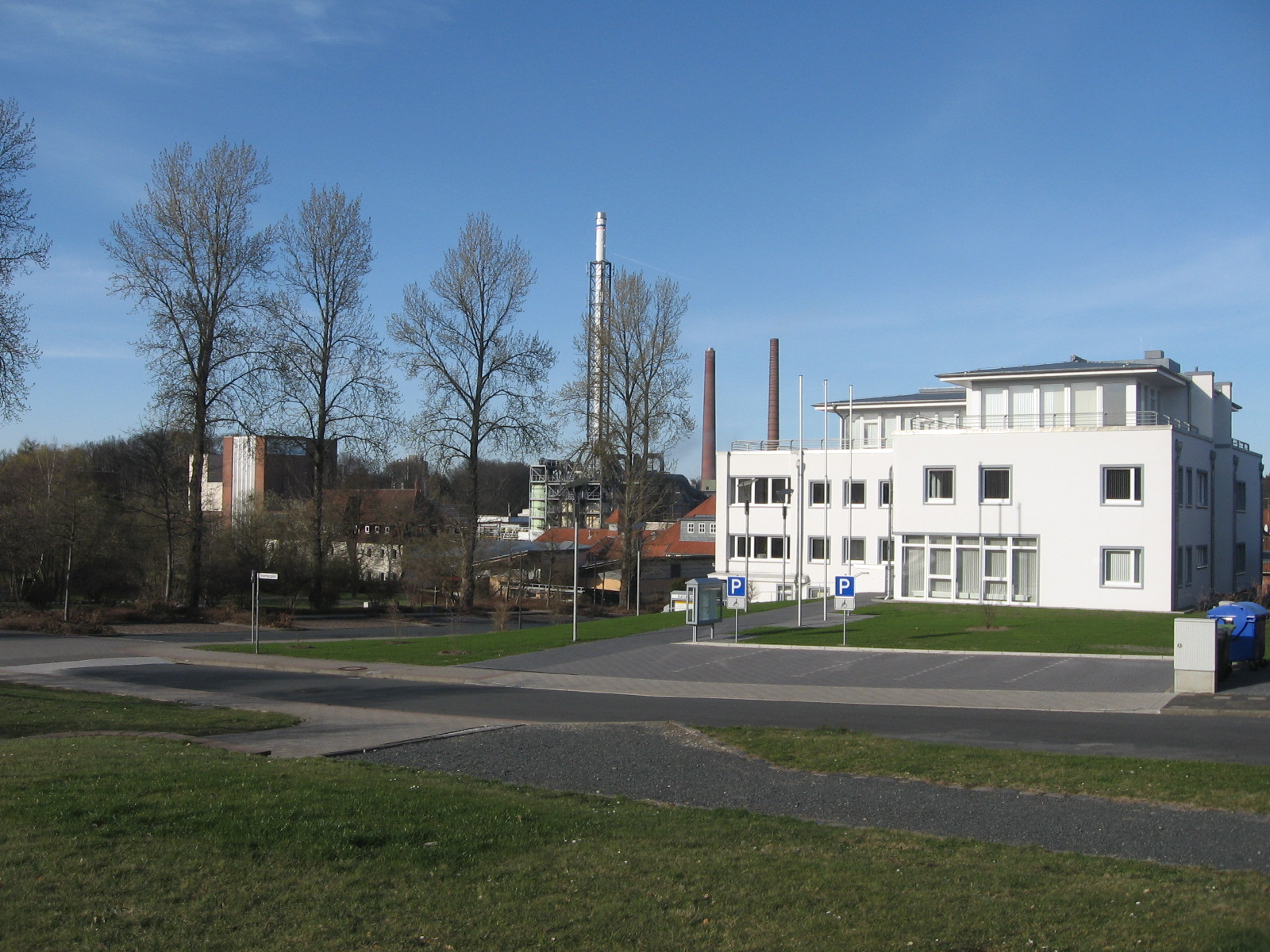
Der Industriepark prägt das Bomlitzer Ortsbild.

Der Industriepark Walsrode (IPW) hat seinen Standort im Ortsteil Bomlitz der niedersächsischen Stadt Walsrode. Er liegt im Städtedreieck Hamburg/Hannover/Bremen (Südwesten der Lüneburger Heide).

## Entwicklung
| \| Industriepark Walsrode in Bomlitz \| |
| Lage des Industrieparks                 |
| Industriepark Walsrode in Bomlitz       |

Der Industriepark wurde am 1. Januar 2001 auf dem 1815 gegründeten Industrie-Standort der Wolff Walsrode AG gegründet. Der Industriepark Walsrode wurde zunächst durch die Dow Wolff Cellulosics GmbH betrieben, einer Geschäftseinheit der Dow Chemical Company, die im Jahre 2007 die Wolff Walsrode AG übernommen hatte und den Standort weiter ausbaute. Nach einer Übernahme durch DuPont (2017/2018) kam es 2021 erneut zu einem Eigentümerwechsel, diesmal zur International Flavors & Fragrances Inc. (IFF). Seit 2021 wird der Park durch die IFF-Tochter DDP Specialty Products Germany GmbH & Co. KG (DDP) betrieben.
Heute sind ca. 1700 Mitarbeiter in über 20 Unternehmen im Industriepark Walsrode beschäftigt. Das Areal umfasst 87 ha industriell erschlossenes Gelände. Frei für Neuansiedlungen sind Teilflächen von 14 ha und 35 ha. Das Angebot an Infrastruktur und die Industriedienstleistungen wurde im Sinne einer weiteren Verbreiterung des Branchenspektrums organisiert.
Der weitere Ausbau des Industrieparks ist stärker auf kleine und mittelständische Unternehmen (KMU) ausgerichtet, deren Aktivitäten eine großindustrielle Logistik und Infrastruktur entgegenkommt.
Im Jahr 2011 standen auf einer Fläche von 130 ha (Produktionsfläche 210.000 m2) erschlossene Gewerbe- und Industrieflächen, sowie bezugsfertige Labor- und Büroräume noch zur Verfügung.

## Branchen und ansässige Unternehmen
Die ansässigen Unternehmungen gehören zu den Bereichen Chemie, Kunststoffverarbeitung, biowissenschaftliche und technische Produktentwicklung, Maschinen- und Anlagenbau, Logistik, Informationstechnologie, Aus- und Weiterbildung und Personaldienstleistung.
Die größeren Industrie-Unternehmen im IPW stellen zum einen Chemikalien her auf Basis von Cellulose (Methylcellulose, Carboxymethylcellulose, Cellulosenitraten) für die Bauindustrie, die Herstellung von Farben und Lacken sowie für die biowissenschaftliche Forschung und zum anderen Folien basierend auf Polyamiden, Polypropylen, Polyethylen und Polyurethanen, die verwendet werden in der Lebensmittelindustrie, der Zigarettenindustrie, medizinischen und technischen Anwendungen sowie bei der Papierveredelung.
Die Zahlen einiger Unternehmen im Industriepark Walsrode in alphabetischer Reihenfolge (Stand: April 2022):
| Unternehmen                              | Branche | Mitarbeiter                          |
| ---------------------------------------- | --- | ------------------------------------ |
| Alfred Talke GmbH                        | Logistik |                                      |
| Dachser GmbH & Co. KG                    | Transport, Logistik |                                      |
| Dow Deutschland Anlagengesellschaft GmbH | Spezialchemie / Cellulosechemie für die Baustoffindustrie                                                                                                 | 100 in Bomlitz, weltweiter Konzern   |
| Epurex Films GmbH & Co. KG               | Hersteller von Polycarbonat- und thermoplastischen Elastomerfolien                                                                                        | 80                                   |
| IFF International Flavors & Fragrances   | Cellulosederivate für Lebensmittel und Pharma, Industrielle Anwendungen sowie Druckfarben und Lacke; Eigentümer und Betreiber des Industrieparks Walsrode | 560 in Bomlitz, weltweiter Konzern   |
| IPW Sicherheitsdienst GmbH               | Sicherheitsdienstleistungen und Werkfeuerwehr | ca. 35                               |
| Viskase (Walsroder Casings GmbH)         | Lebensmittelverpackung (Kunstdarmhüllen) | ca. 235 in Bomlitz, ca. 430 weltweit |
| Wipak Walsrode GmbH & Co KG              | Folienherstellung und -verarbeitung | ca. 520                              |

Unter dem Namen Deltaland (vormals bekannt als Wirtschaftsdelta Vogelpark bezugnehmend auf den hiesigen Weltvogelpark Walsrode) konzentrieren die Kommunen Bad Fallingbostel, Walsrode und Bomlitz gemeinsam mit dem Industriepark Walsrode und weiteren Vertretern der lokalen Wirtschaft ihre Aktivitäten rund um die lokale Wirtschaftsförderung.

## Infrastruktur

### Verkehrsanbindung
Die Lage nahe am Autobahndreieck Walsrode der Autobahnen A7 und A27 bringt eine gute Verkehrsanbindung mit sich und macht die internationalen Flughäfen Hannover, Hamburg und Bremen alternativ nutzbar. Nächstgelegene Seehäfen sind Bremen/Bremerhaven und Hamburg. Die verzweigte Schienenanbindung des Industrieparks über die Bahnstrecke Bomlitz–Walsrode wird durch die HVLE betrieben.

### Ver- und Entsorgung
Ein KWK-Kraftwerk bietet Dampf- und Stromversorgung. Eine Großkläranlage ist vorhanden, an die auch die Gemeinde Bomlitz angeschlossen ist. Verfügbar sind außerdem Erdgas, Betriebs- und Trinkwasser, Stickstoff und Druckluft.

### Dienstleistungen
- Genehmigungsplanung
- Anlagenplanung
- Beschaffung, auch Rohstoffe
- Logistik
- Sicherheitsdienste
- Qualitäts-Management
- Brandschutz
- IT, Telekommunikation
- Werkstätten
- Technische Dienstleistungen
- Ausbildung